# SPRING BEAT -2022 春-
SPRING BEAT -2022 春-（スプリング ビート 2022 はる）は、2022年4月11日に発売されたI'veのインディーズアルバム。規格品番はICD-66097。

## 概要
「I've Member's Concept Compilation ALBUM」シリーズの第1弾。春をテーマにしたコンピレーションアルバムである。
ファンクラブ限定で、クリプトン・フューチャー・メディア製のミュージック・カード「Hi-Res SONOCA」での発売である。ライブイベントで、会員以外にも販売される場合がある。

## 収録曲
1. 空より近い夢 -2022 春 ver.-／R.I.N.A、NAMI
  - 作詞・作曲：高瀬一矢／編曲：NAMI
2. ストロボミライ／R.I.N.A
  - 作詞：RINA／作曲・編曲：高瀬一矢
3. Chu La La...／佐藤アスカ
  - 作詞：佐藤アスカ／作曲・編曲：NAMI
4. 蕾／IKU
  - 作詞：IKU／作曲・編曲：C.G mix
5. Solitude／R.I.N.A
  - 作詞：RINA／作曲・編曲：C.G mix
6. ハルカゼの誓い／佐藤アスカ
  - 作詞：佐藤アスカ／英詞：NAMI／作曲・編曲：高瀬一矢
7. 春空／IKU
  - 作詞： IKU／作曲・編曲：高瀬一矢
8. いつかの春に／C.G mix
  - 作詞：木田亜由美／作曲・編曲：C.G mix
9. 涙の誓い -2022 春 ver.-／佐藤アスカ
  - 作詞・作曲・編曲：高瀬一矢
10. Runway to Night／NAMI
  - 作詞・作曲・編曲：NAMI